# Miguel Tininho
Miguel Angelo Karim Simões Fazenda (n. 13 octombrie 1980, Beira, Mozambic) este un fost fotbalist din Mozambic, care a jucat pe postul de fundaș. El a jucat la Torreense, Caldas Sport Clube, CD Uniao Micaelense, SC Beira Mar (Portugalia), West Bromwich Albion, Barnsley (Anglia).
În iulie 2009 el a semnat un contract valabil pe un an cu echipa de fotbal Steaua București, cu optiune de prelungire pentru încă doi ani, dar înțelegerea a fost reziliată după numai trei luni.